# Santiago Chalar
Carlos Alfredo Paravís Salaverry, más conocido como Santiago Chalar (Montevideo, 25 de septiembre de 1938 - Ib., 21 de noviembre de 1994) fue un médico traumatólogo, poeta, compositor, músico y cantante uruguayo. Alternó los estudios de medicina con los de guitarra. El seudónimo Santiago lo eligió en homenaje a un amigo fallecido en un accidente de aviación y Chalar por el apellido de sus antepasados. En su carrera artística logró obtener numerosos premios, discos de platino y discos de oro. Es considerado como uno de los principales folcloristas uruguayos.

## Vida
Al tiempo que estudiaba guitarra, estudió medicina y se especializó en traumatología y ortopedia, en parte para satisfacer a sus padres, que no veían con agrado que solo se dedicara a la música. Se radicó en Minas desde 1974 y trabajó varios años en el Hospital Vidal y Fuentes. En ocasiones, cuando trataba con enfermos deprimidos o que convalecían, tomaba su guitarra y les cantaba canciones para animarlos. En 1985 creó junto a Santos Inzaurralde el festival folclórico Minas en abril, con el objetivo de recaudar fondos para el hospital. Su vida cristiana le llevó a trabajar casi gratuitamente varios años para el Hospital de Minas y cuando el Ministerio de Salud Pública le otorgó un sueldo, auxilió con ese dinero a un desocupado y su familia con hijos pequeños sin que nadie se enterara del hecho, mientras que él sobrevivía con sus ingresos de cantante.
Santiago Chalar se casó con Adela Martínez Graña; de su matrimonio tuvieron 4 hijos: Adela, Carlos, Santiago e Isabel. Al igual que Chalar, sus dos hijos varones son folcloristas pero llegaron a graduarse uno como médico y otro abogado.
Fue un cristiano muy comprometido y participó activamente en las labores pastorales de su parroquia en Minas. Junto con su esposa dedicó tiempo a dar charlas prematrimoniales y llegó a encargarse del ministerio de atención a los enfermos y por sus aportes se le confió el Ministerio extraordinario de la Eucaristía.

## Carrera artística

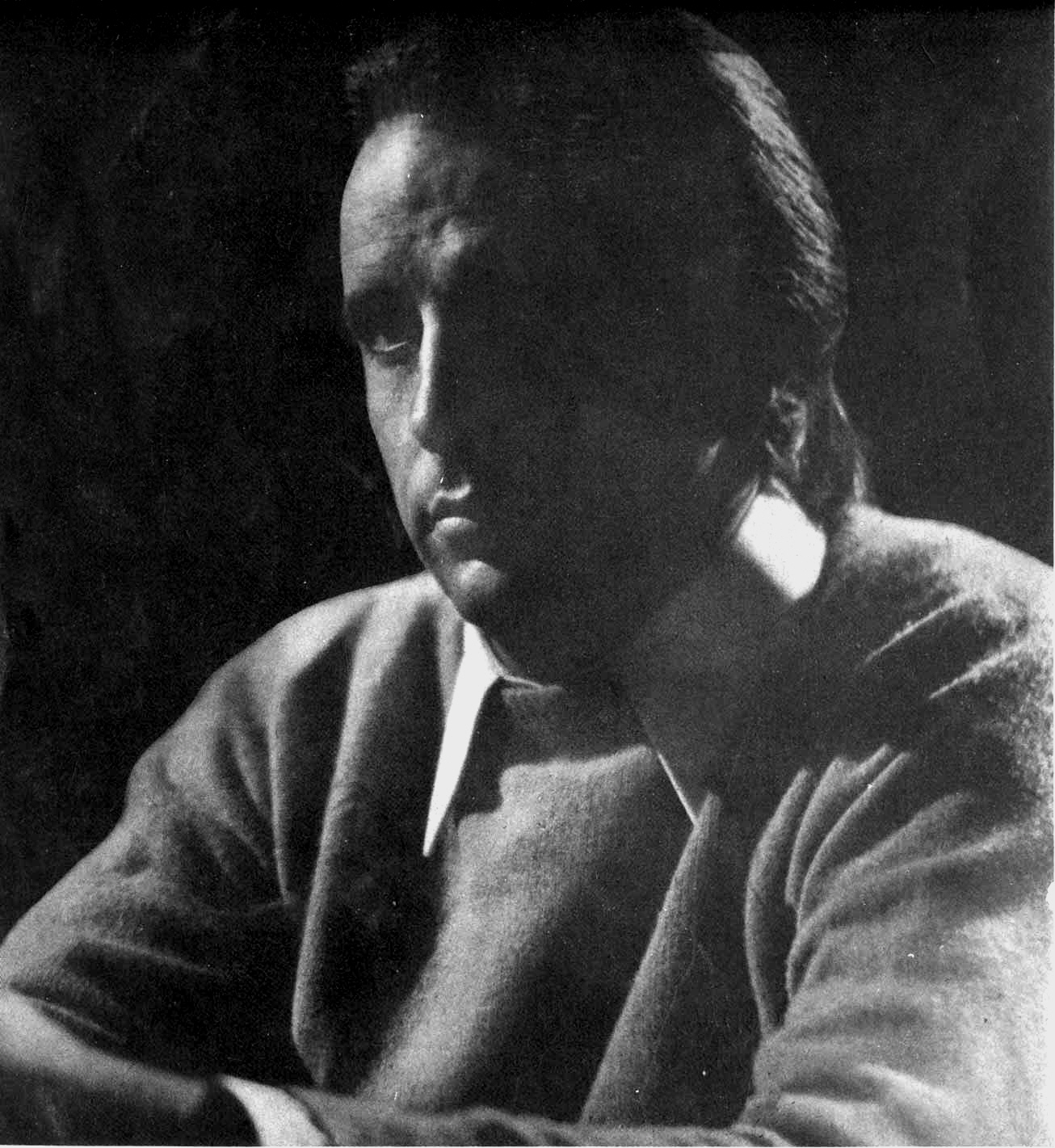
Santiago Chalar hacia 1973.

Chalar era cantante de música folklórica del Uruguay con especialidad en milonga, serranera, media Serranera y valsecito criollo.
Si bien políticamente participó dentro del Partido Colorado, no incursionó en la protesta política y dedicaba sus letras al hombre de campo y a las cosas cotidianas, siendo particularmente sensible a los problemas de su pueblo. Durante la dictadura no tuvo inconvenientes en seguir su labor y sumarse a proyectos oficialistas. Sin embargo, se distinguía del nativismo que promovía Bordaberry, y su arte no se reducía al patriotismo. 
Referido a la política dijo:

No es lo mío, yo hago arte, y canto el sentir del hombre de mi tierra, si todo el mundo puede expresarse que lo haga.

A los 9 años comenzó sus estudios de guitarra con el profesor Gregorio Rodríguez en el conservatorio Fernando Sor de Montevideo.
A los 15 comienza su contacto con la vida del campo y su inclinación hacia la música folklórica. En esta nueva etapa, en la que también es instruido por su profesor de conservatorio Gregorio Rodríguez, interpreta música propia o compuesta por otros autores, incursionando en las corrientes musicales de la frontera uruguayo-brasileña. Posteriormente se destaca la influencia que obtiene de Atahualpa Yupanqui, del cual toma parte de su repertorio. Brinda su primer concierto a la edad de 17 años, interpretando con el piano y la guitarra temas folclóricos de América.

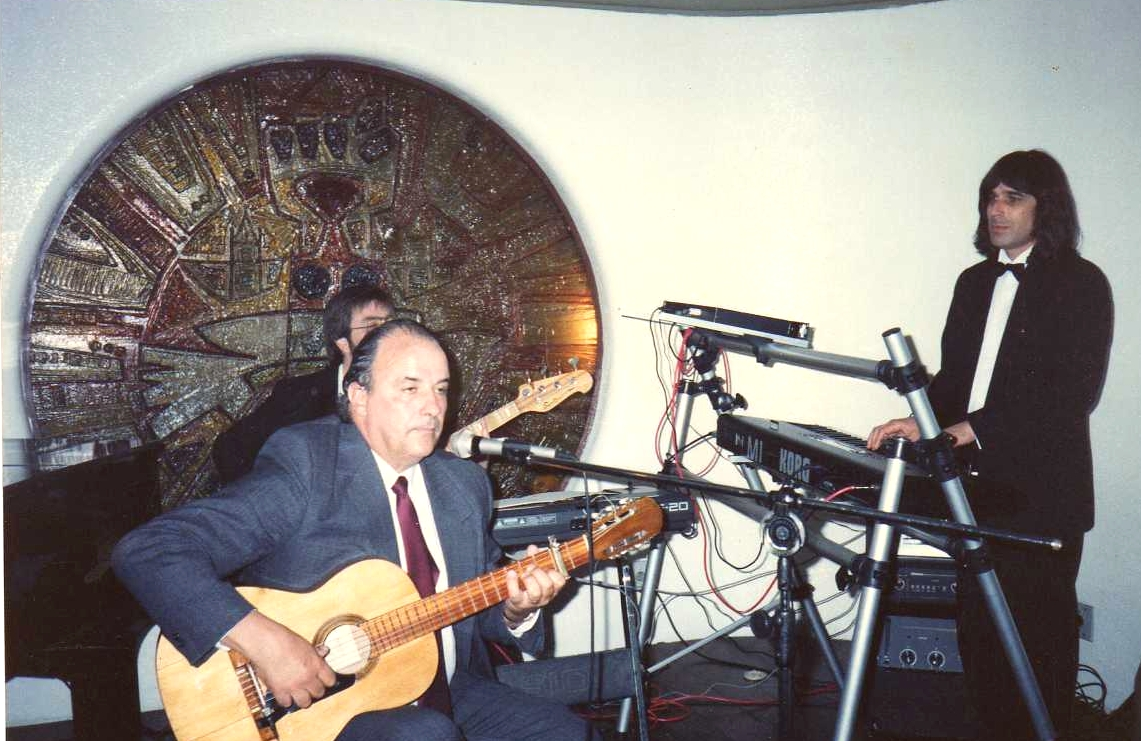
Santiago Chalar en Bahía, Brasil en 1984, junto a Hugo Marmolejo (teclista) y Omar Sanz (bajo).

En 1958 conoció a Osiris Rodríguez Castillos, hecho que marcó su definitiva asimilación de los ritmos autóctonos uruguayos. En 1961 grabó su primer disco de doble duración obteniendo el premio como mejor interpretación del año por la canción Gurí pescador dado por la Cámara del disco y CX14. Promediando la década de 1960 grabó sus dos primeros Long Plays, y posteriormente detuvo su producción discográfica para dedicarse a sus estudios en medicina. En este período participó ocasionalmente en festivales en Uruguay y Argentina, destacándose el auspicio que recibió de parte del SODRE, para realizar un ciclo de conciertos por el interior del país y la selección para representar a Uruguay en el Festival Mundial de Folclore, realizado en el marco de los Juegos Olímpicos de México 1968.
En 1974 llegó a Minas para ser director del hospital de esa ciudad, este mismo año Jorge Cafrune lo llevó al Festival de Cosquín, donde compartió escenario con él y Los Olimareños.
Participó en todos los festivales de música del Uruguay y en muchos festivales internacionales en Brasil, Argentina, Paraguay, Ecuador, México, Estados Unidos y España, esto sin interrumpir su carrera médica.
En 1980 Omar Sanz convence a Chalar de agregar un teclado y se une al grupo Hugo Marmolejo, juntos realizan giras por América. Este último participó en toda su producción discográfica a partir de esa fecha.
Chalar tuvo grandes éxitos discográficos; con «Minas y Abril», llega a los primeros puestos obteniendo un primer disco de platino que es otorgado a un cantante de folclore.  Los músicos participantes en esta producción fueron Silvio Ortega en guitarrón, Roberto Beris y Alberto Mérola en tamboriles. Luego grabó un disco cargado de tangos llamado Aros de humo donde participaron los hermanos Adán y Carlos Gutiérrez, Washington Fleitas, Beris y Mérola.
En 1983 se produce el disco Desde el mangrullo donde por primera vez se agrega al grupo sintetizadores, piano y bajo eléctricos. Desde un principio fue criticado por sus colegas y pese a todo siguió con esa formación hasta su fallecimiento. Con estos nuevos elementos participan por primera vez Omar Sanz en bajo y Hugo Marmolejo en las teclas. Desde este momento el equipo de músicos le acompañan en todas sus actuaciones, giras y grabaciones hasta el momento de su fallecimiento.
En 1985 fue contratado por el Ministerio de Educación y Cultura para difundir a lo largo del territorio nacional los poetas y ritmos autóctonos. En 1988 recibió su primer Disco de Oro durante el festival Minas en abril.
En sus 30 años de carrera artística produjo cerca de 20 discos solista y varias obras colectivas. De forma póstuma se editó una recopilación llamada Por siempre Santiago. Asimismo se produjo un disco con comentarios de Santiago desde una radio de Minas que se llamó «Canciones comentadas».

## Influencia artística
Recibió la influencia y el consejo de Osiris Rodríguez Castillos al comienzo de su carrera. Su primer LP, Como yo lo siento, y el segundo, Yo no canto por la fama, hacen referencia directa a canciones de Osiris. En algunas ocasiones Osiris le cedió canciones suyas para que fuera el primero en interpretarlas. Sin embargo, se diferenció de él en el lirismo, distanciándose del canto desolado de Osiris. En la técnica con la guitarra también se distinguió, tocando de una manera más similar a Atahualpa Yupanqui, otra de sus principales influencias. Utilizó una técnica alejada de la limpieza aséptica del sonido, sin utilizar casi la uña. Además, a veces optaba por afinar la guitarra en tonos más bajos de lo habitual, lo que resultaba en un sonido más «pastoso». Al igual que Osiris, también le dio importancia a las introducciones.
Desde el año 1978 basó sus interpretaciones en textos de Santos Inzaurralde y Wenceslao Varela, con los cuales también actuaba en vivo. También interpretó a Lucio Muniz, Rubén Lena, Eustaquio Sosa, Serafín J. García y Romildo Risso.

## Su muerte
Chalar luchó contra un cáncer que finalmente acabó con su vida el 21 de noviembre de 1994. En septiembre de 1999 retornaron sus restos a Minas, la ciudad que lo vio crecer en éxitos. Su amigo Santos Inzaurralde le dedicó estas palabras:

Bienvenido Santiago: ayer al mediodía los cerros comarcanos levantaron sus brazos, azufrados de marcelas, para estrecharte en ellos. Retornas como te fuiste aquella tarde de 1994.

Las calles de Minas te ven pasar, custodiado por la caballería de la noble paisanada de la cual fuiste y eres parte. La multitud te acompaña paso a paso; los troveros de todos los pagos requintan sus guitarras, y entre Milongas y Serraneras encienden sus fogones para recibirte. Vas a la Morada de los Altos Cipreses de Campanero.
Dentro de ella, Minas guarda, vivos e inmortales, a Juan José Morosoli y Santiago Dossetti.
Posarán su mirada en el Recordatorio que la Intendencia Municipal, en nombre de tu pueblo, te ofrece para compartirlo con Adela. La guitarra trunca, concebida por tu amigo, el Arquitecto Carlos Fabini, desafiará a los siglos que crucen por la piel de su granito negro.
En las tardes percibirás la presencia de Atadito, de Javier Ulises Benedetto, del Beto Vérez, del Polaco Rivero, de Aladino Gómez, y a lo lejos, desde el Mangrullo, Olimpia inclinará sus Banderas, y las Alas Rojas volarán a tu encuentro.

Confundido en la honda emoción de la multitud, te estaré mirando una vez más. El alma te escribirá un Poema, y la Primavera te lo alcanzará resuelto en flor!...
Santos Inzaurralde Rodrigo

Omar Sanz fue el autor del último tema que grabó Chalar y habla justamente de donde sería su última morada. Esta canción es reconocida por ser su último aporte al canto folclórico de Uruguay, su nombre es Canto a Minas con letra de Gerardo Martínez.

## Discografía

### Solista
- Canto y guitarra (EP. Orfeo 333-9008)
- Como yo lo siento (Orfeo ULP 2768. 1964)
- Yo no canto por la fama (1965)
- Una pena y una cariño (1974)
- Bordoneando (1974)
- Costumbres (Sondor 44032. 1975)
- Rumbeador (Sondor 44058. 1977)
- Minas y abril (con Santos Inzaurralde Sondor. 1978)
- Al hombre bueno (Sondor 44088. 1979)
- Aros de humo (Sondor 1980)
- Del vivir (Sondor 44113. 1980)
- Desde el mangrullo (con Santos Inzaurralde. Sondor 44198. 1982)
- Por milonga, cifra y estilo (Sondor 84361. 1984)
- Antología de los 25 años de cantor
- Es mi tierra (con Santos Inzaurralde. Sondor 1988)
- El fogón de Wenceslao Varela (sobre textos del poeta Wenceslao Varela. Sondor 4662-2. 1990)
- Somos hermanos (con Wilson Paim Sondor 4.817-4. 1993)
- Lo mejor de Santiago Chalar (Sondor 4842-2. 1994)
- Por siempre Santiago Chalar (Sondor 4946-2. 1995)
- Lo mejor de Santiago Chalar II (Sondor 8261-2 2006)
- Es mi tierra" (Re-edición) (Sondor 8349-2 2011)
- El Guitarrero" (Sondor 1.254-2 2013)
- Por milonga, cifra y estilo" + (bonus tracks) (Re-edición)(Sondor 8.385-2 2015)

### Colectivos
- Canto nuestro (junto a Julio Mora, Grupo Vocal Universo y Carlos María Fossati, entre otros. Sondor, 1977)
- En 1993 grabó por última vez para el sello sondor, en el álbum Fogón federal donde participaron: Juan José de Mello, Carlos López Terra, Dúo Juncos y el propio Santiago Chalar, quien graba dos temas inéditos: «El bozalito Argentino» (Héctor Umpiérrez y S. Chalar) y «Hasta siempre don Ata» (Wenceslao Varela y Santiago Chalar). En este álbum producido por José Luis Vizconde (exintegrante del dúo Juncos, Chalar graba lo último, que es el recitado del tema «Coraje» que interpreta el dúo Juncos y que pertenecen a Santos Inzaurralde y Santiago Chalar.
- Posterior a este material fonográfico, José Luis Vizconde masteriza y diagrama el Disco Por siempre Santiago Chalar con comentarios de sus canciones en la voz de Chalar, comentarios que él grabara para la audición que José Luis Vizconde realizaba en C W 43 Radio Lavalleja de Minas y los temas fueron indicados por el propio Chalar a Vizconde; aunque el CD salió en abril de 1995 (ya fallecido Santiago Chalar) y se presentó en Minas, en la Confiteréa Irisarri, con la presencia de sus hijos, de Pablo Estramín, Santos Inzaurralde, Juan Carlos López (locutor) y amigos de Chalar, además de autoridades de Sondor.